# 隔河岩水电站
隔河岩水电站位于中华人民共和国湖北省长阳土家族自治县境内的清江干流上，下距清江河口62km，距长阳县城9km。主要是发电，兼有防洪、航运等效益。装机容量151.1万千瓦，年发电量30.4亿千瓦小时。

## 技术概貌
坝址以上流域面积14430平方公里，多年平均流量403立方米/s，平均年径流量127亿立方米。实测最大洪峰流量18900立方米/s，最枯流量29立方米/s。工程按千年一遇洪水22800立方米/s设计，相应库水位202.77m，按万年一遇洪水27800立方米/s校核，相应库水位204.59m，相应库容37.7亿立方米。大坝最大下泄流量达23900立方米/s，上下游水位差104.7m。正常蓄水位200m，相应库容34亿m3。6月至7月预留防洪库容5亿m3，相应防洪限制水位193.6m。死水位160m，死库容12．2亿立方米。兴利库容19.75亿立方米。具备年调节性能。 
隔河岩水电站是清江梯级开发的启动工程。枢纽工程由大坝、发电厂房和升船机三大建筑物组成。大坝为混凝土重力拱坝，最大坝高151米，坝顶长653．5米，坝顶高程206米，正常蓄水位为200米，总库容34亿立方米。电厂为引水式发电厂房，安装4台30万千瓦水轮发电机组年发电30.4亿千瓦时。通航建筑物为左岸两级垂直升船机，最大提升高度122米，按5级航道，可通过300吨级轮船，年单向通过能力为170万吨。

## 历史
1969年完成清江隔河岩水利枢纽工程初步设计稿。1969年9月，水利电力部、湖北省在长阳县联合召开隔河岩水电站初步设计审查会，提出了蓄水位160米、装机30万千瓦、投资3.8亿元的设计方案。同年12月，水利电力部以（69）水电军基字590号文传达国务院业务组批示：同意兴建隔河岩水电站，列入1970年计划开工项目，1974年发电。1970年，为了保证葛洲坝工程顺利开工建设，隔河岩水电站暂时停建。1986年5月，到湖北视察的国务院领导表示原则同意兴建该水电站。1986年5月11日，代省长郭振乾主持召开省长办公会，会议决定成立湖北省清江隔河岩水电站工程指挥部。隔河岩水电站由国家与湖北省合资建设。1987年1月13日，湖北省政府印发《关于成立湖北省清江开发公司的通知》，明确“清江开发公司为开发清江水电资源各个梯级工程的建设单位，近期负责清江隔河岩水电站的建设，工程完工后，负责电站的领导和经营管理”。1987年1月开始前期准备施工，1987年12月实现工程截流。1988年1月开始主体工程施工。1988年4月上游碾压混凝土围堰建成。1988年12月开始主体工程混凝土浇筑。1993年4月下闸蓄水。1993年6月首台机组发电，1994年11月4台机组全部投产，比国家计划工期提前207天。1998年4月整个工程除升船机外，通过国家竣工验收。淹没耕地1138公顷，移民26086人。
水库正常蓄水位以下预留5亿立方米防洪库容，既可以削减清江下游洪峰，也可错开与长江洪峰的遭遇，减少荆江分洪工程的使用机会和推迟分洪时间。1997年汛期，清江就发生了150年一遇的特大洪水，最大洪峰每秒18400立方米，超过1969年清江特大洪水；但此次洪水经过隔河岩水电站拦蓄后，洪峰削减到每秒11000立方米。1998年长江抗洪中，发挥了巨大作用。长江第六次洪峰使沙市水位创下45.30米的历史最高纪录。1998年8月7日，为确保长江荆江大堤安全，根据国家防总和省防指指令，隔河岩水库关闸控制泄洪，隔河岩水库水位上涨至203.94米，超正常蓄水位3.94米，为5000年一遇，为避免荆江分洪作出了关键性贡献。隔河岩大坝超限度地拦蓄洪水，使荆江水位下降20～30厘米，避免了荆江分洪，从而使国家避免了数百亿元经济损失。为此时任国务院总理朱镕基特别批示：“隔河岩电站在今年抗洪抢险斗争中发挥了重要作用，承担了风险，取得了胜利，谨向全体职工表示感谢。”2000年11月，隔河岩水电站荣获国家建筑工程最高奖——鲁班奖。

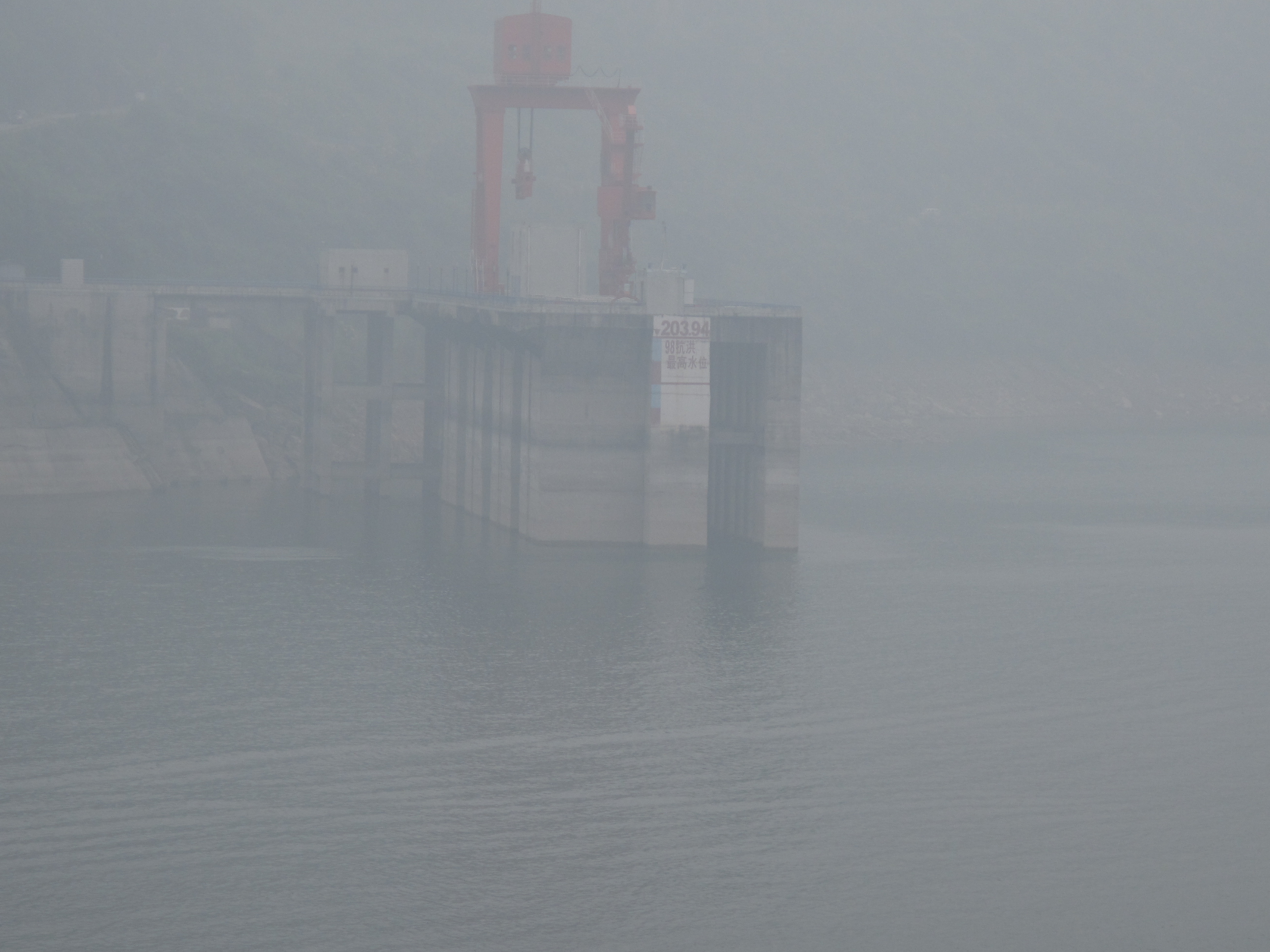
1998年抗洪清江隔河岩水电站最高水位，203.94米，隔河岩水电站坝顶高程为206米。

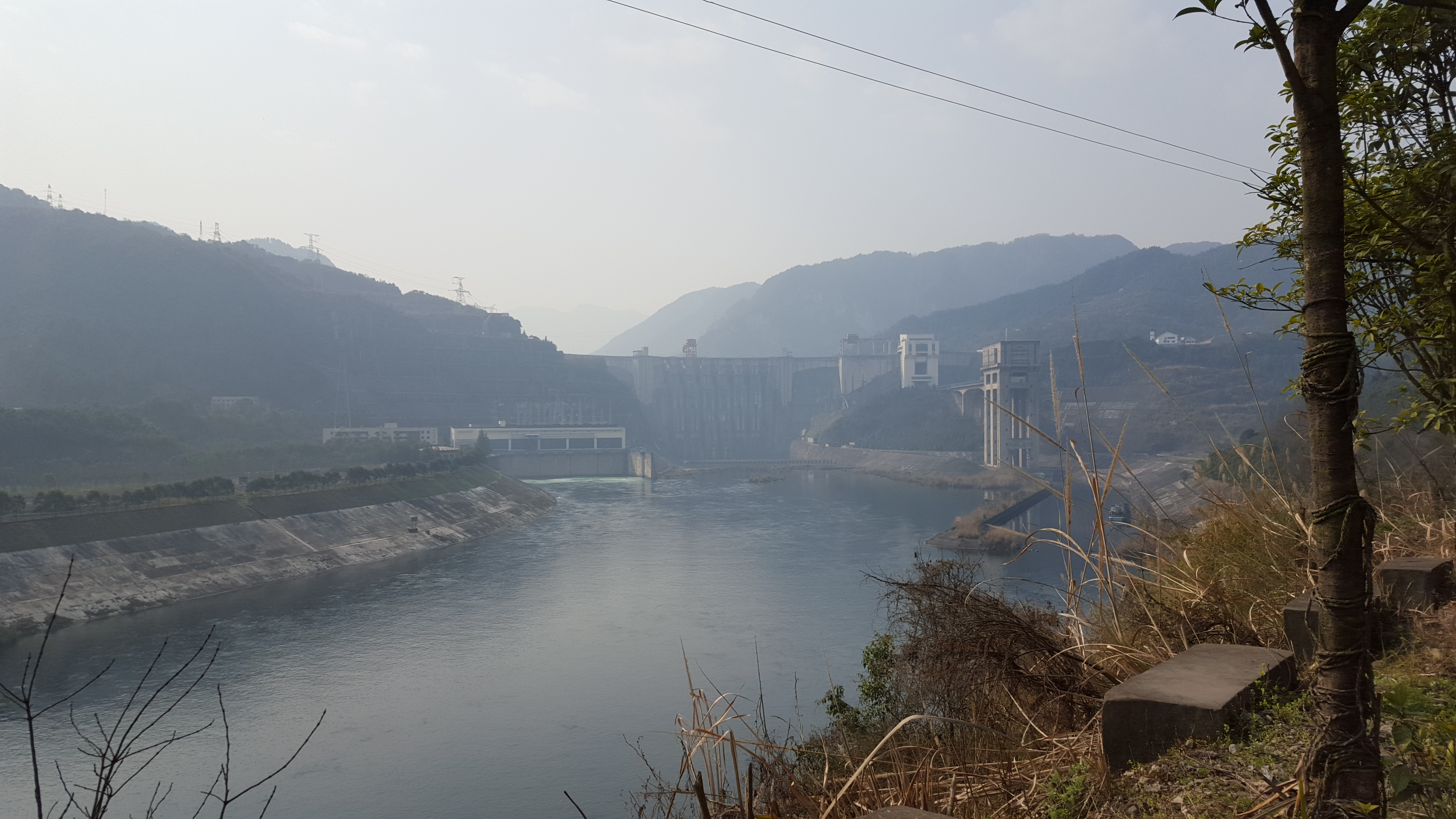
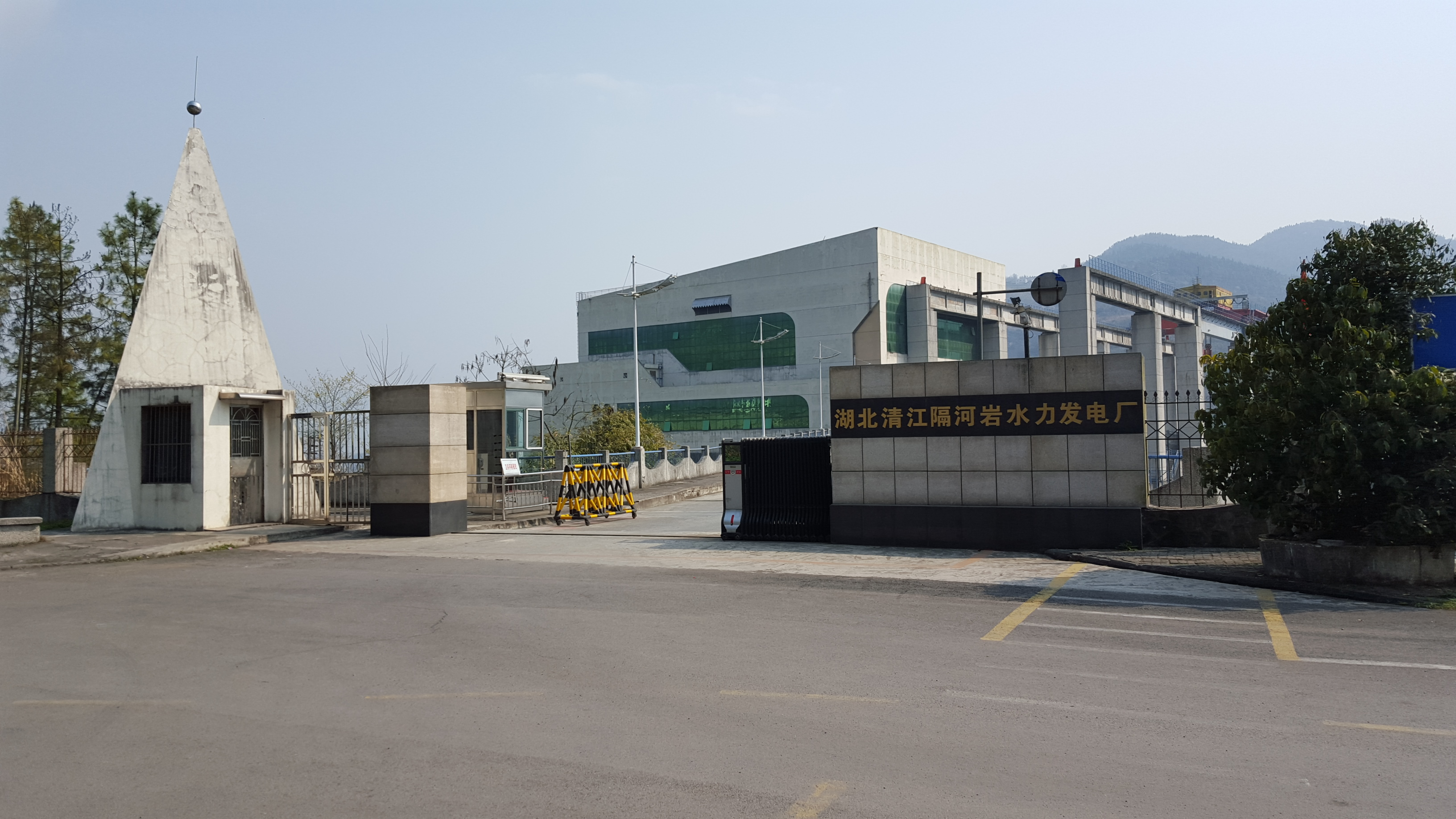
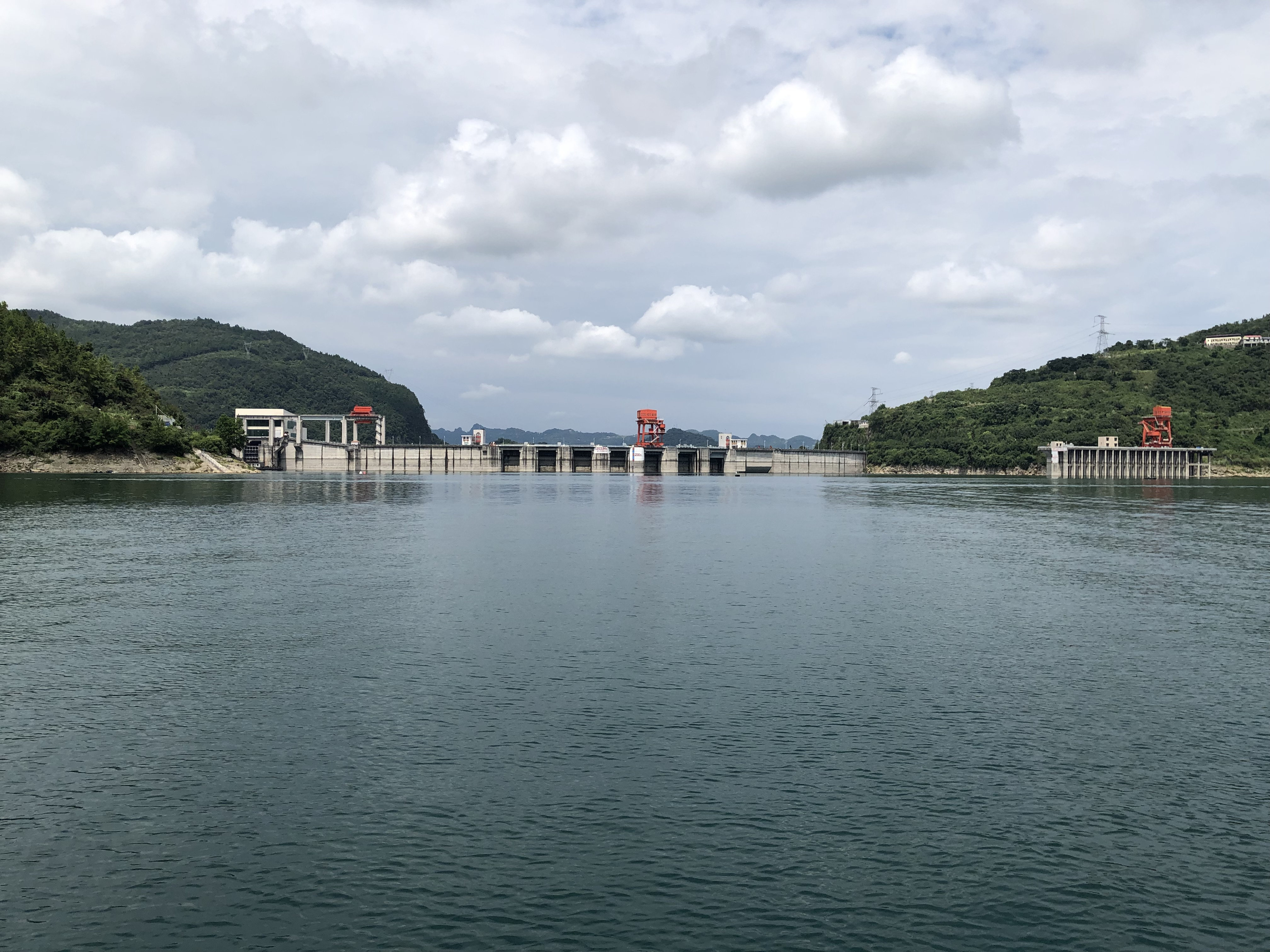
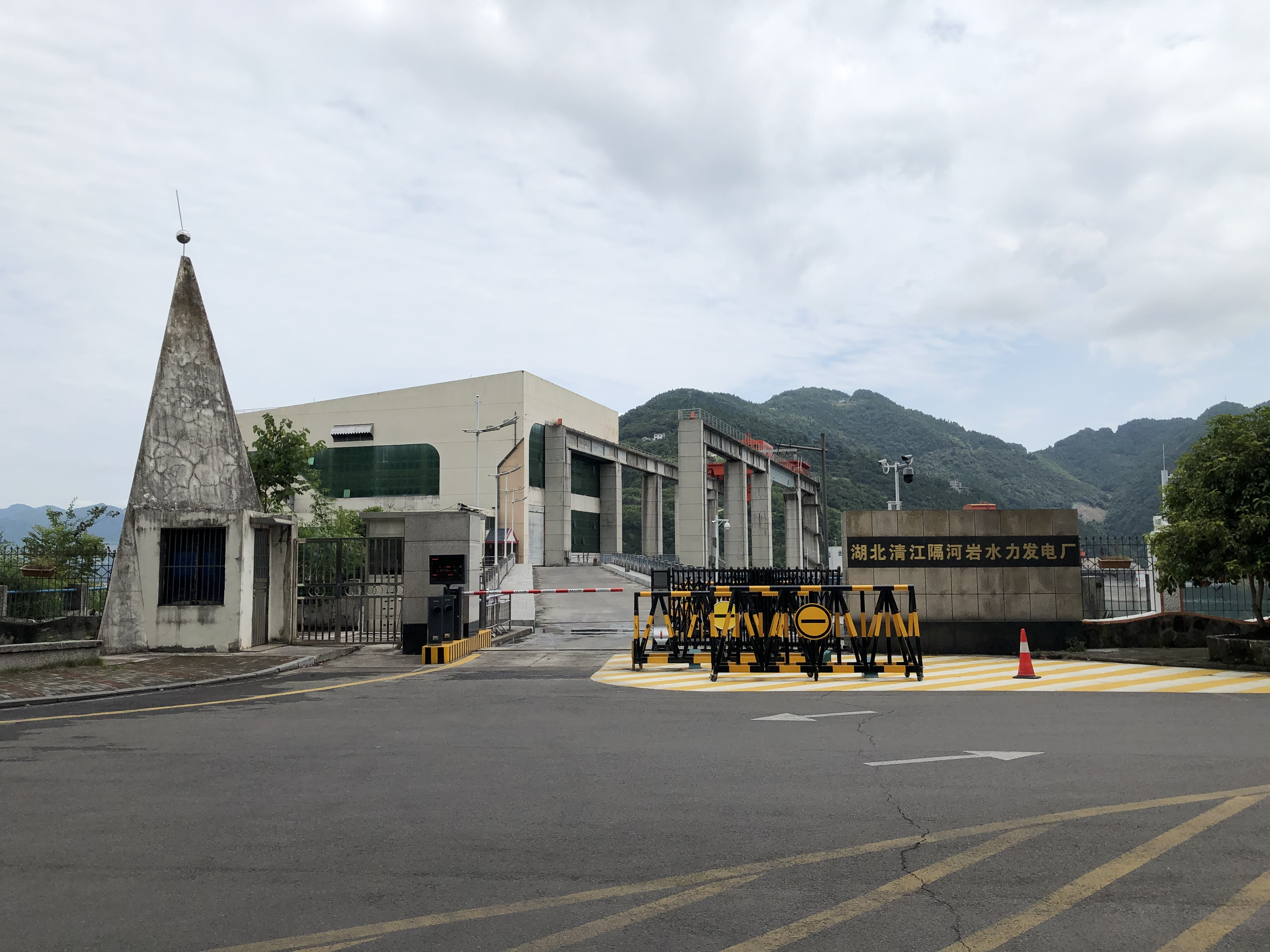